# Factory Showroom
Factory Showroom è il sesto album in studio del gruppo musicale alternative rock statunitense They Might Be Giants, pubblicato nel 1996.

## Tracce
1. Token Back To Brooklyn – 0:52
2. S-E-X-X-Y – 3:52
3. Till My Head Falls Off – 2:53
4. How Can I Sing Like a Girl? – 4:32
5. Exquisite Dead Guy – 2:02
6. Metal Detector – 3:50
7. New York City – 3:02
8. Your Own Worst Enemy – 1:45
9. XTC vs. Adam Ant – 3:36
10. Spiraling Shape – 4:24
11. James K. Polk – 3:05
12. Pet Name – 4:04
13. I Can Hear You – 1:57
14. The Bells Are Ringing – 3:31

## Formazione
- John Flansburgh - voce, chitarra
- John Linnell - voce, tastiere, corni